# Sarcocornia freitagii
Sarcocornia freitagii är en amarantväxtart som beskrevs av S. Steffen, Mucina och G. Kadereit. Sarcocornia freitagii ingår i släktet Sarcocornia och familjen amarantväxter. Inga underarter finns listade i Catalogue of Life.